# Matt Cullen
Matthew David Cullen, detto Matt (Virginia, 2 novembre 1976), è un hockeista su ghiaccio statunitense.

## Palmarès

### Mondiali
- 1 medaglia:
  - 1 bronzo (Repubblica Ceca 2004)